# Bruno Saltor Grau
Bruno Saltor Grau (El Masnou, 1 de outubro de 1980) é um ex-futebolista e atual treinador espanhol que atuava como lateral-direito. Atualmente é o auxiliar técnico do Chelsea.

## Carreira
Bruno começou a carreira no Espanyol.
Foi contratado pelo Brighton em 2012, clube onde permaneceu até o fim de sua carreira na temporada 2018/19, sendo reconhecido como um dos grandes personagens da história da equipe. 
Fez parte da campanha do vice-campeonato da Championship (segunda divisão da Inglaterra) na temporada 2016-17. Na temporada 2017-18 comandou a campanha da permanência na Premier League, com o clube terminando em 15° colocado.

## Títulos
Lleida
- Segunda División B: 2003–04

### Prêmios individuais
- Equipe do Ano PFA da Sky Bet Championship: 2016–17[2]